# Tribunal Supremo Administrativo de Finlandia

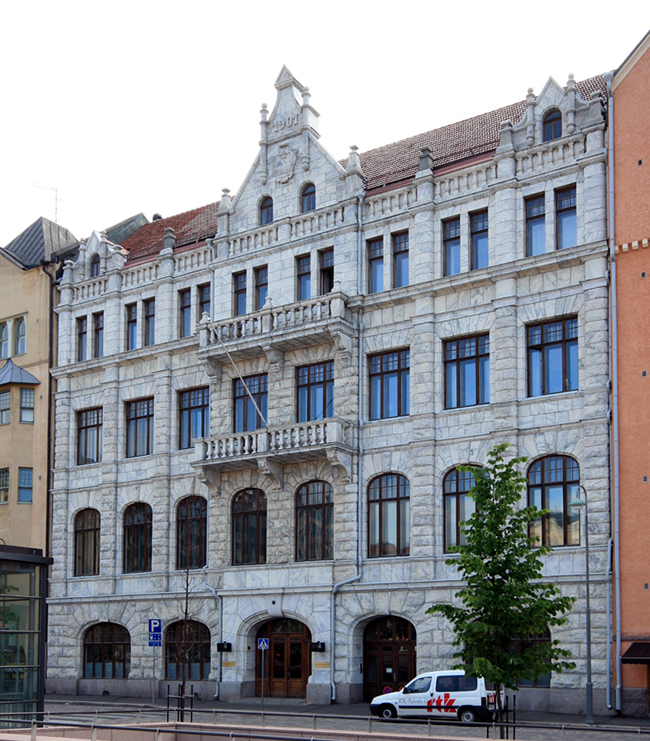
La sede del Tribunal Supremo Administrativo, en la capital del estado, Helsinki.

El Tribunal Supremo Administrativo (finés: Korkein hallinto-oikeus; sueco: Högsta förvaltningsdomstolen), de acuerdo con la Constitución finlandesa de 1999, es el órgano jurisdiccional superior en el orden jurisdiccional administrativo. Sin embargo, este órgano no es de reciente creación, sino que ya fue establecido en el año 1918 en virtud de la Ley del Tribunal Supremo Administrativo, con posterior reconocimiento en el texto constitucional de 1919.

## Composición
Bajo la rúbrica «Ylimpien tuomioistuinten kokoonpano», el artículo 100 de la Constitución finesa regula de forma lacónica la composición de los dos Altos Tribunales del estado. Así, se dispone que estos han de estar integrados por su Presidente y por un número indeterminado de jueces, que ha de ser establecido conforme a criterios de necesidad.

(1) Korkeimmassa oikeudessa ja korkeimmassa hallinto-oikeudessa on presidentti ja tarpeellinen määrä muita jäseniä.
(2) Ylimmät tuomioistuimet ovat tuomionvoipia viisijäsenisinä, jollei laissa erikseen säädetä muuta jäsenmäärää.
(1) El Tribunal Supremo y el Tribunal Supremo Administrativo estarán integrados por su Presidente y la cantidad necesaria de otros miembros.
(2) Los Tribunales Supremos tendrán quórum con la asistencia de cinco miembros, si no se establece otra
cantidad expresamente por Ley.
Artículo 100 de la CF

A día de hoy el Tribunal Supremo Administrativo se compone de su Presidente, cargo ostentado por el jurista Pekka Hallberg desde 1993, y por un número total de veinte jueces, a los que se añaden varios jueces temporales.